# 阿方索·德波塔戈

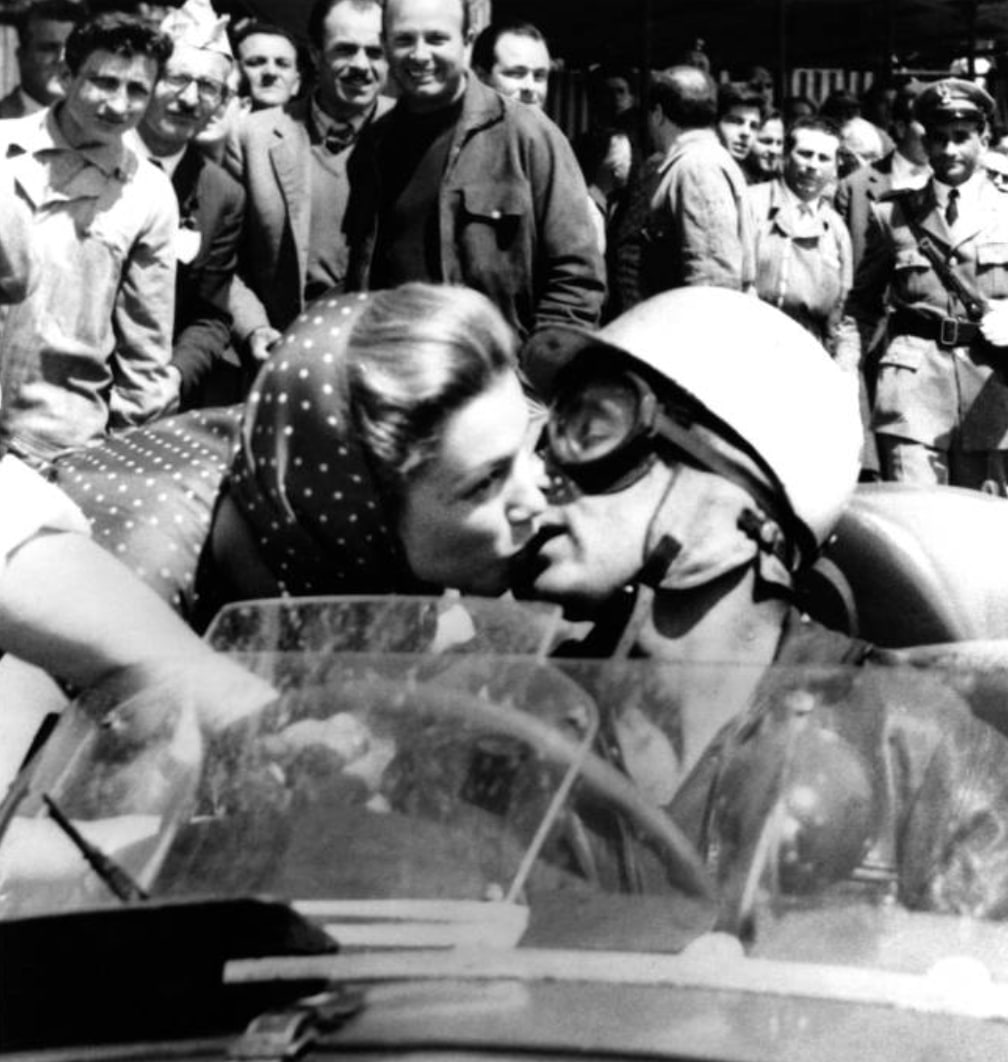
死亡之吻 (1957年)，1957年

第十一代波塔戈侯爵阿方索·安东尼奥·比森特·爱德华多·安赫尔·布拉斯·弗朗西斯科·德博尔哈·卡韦萨·德巴卡-莱顿，GE（西班牙語：Alfonso Antonio Vicente Eduardo Ángel Blas Francisco de Borja Cabeza de Vaca y Leighton, XI marqués de Portago，1928年10月11日—1957年5月12日），通常称为阿方索·德波塔戈，是西班牙的一位贵族，同时也是赛车手、雪车运动员、骑师和飞行员。
波塔戈侯爵在伦敦出生于一个著名的西班牙贵族家庭，以他的教父阿方索十三世的名字命名。他的祖父，第九代波塔戈侯爵曾是马德里市长，而他的父亲曾是铁门皇家俱乐部的主席，也是一名优秀的高尔夫球运动员。他的母亲奥尔加·莱顿是一名爱尔兰的护士。
波塔戈侯爵与他的表兄弟组成了西班牙的第一支雪车队，在1956年冬季奥林匹克运动会上取得了第四名。
1953年，波塔戈侯爵被介绍至法拉利车队，参加了泛美赛、布宜诺斯艾利斯1000千米赛以及一些大奖赛，并在1956年英国大奖赛中取得第二名的成绩。
1957年5月，波塔戈侯爵著名的法拉利335 S在一千英里赛中以150英里/小时的速度行驶时轮胎爆裂，在圭迪佐洛附近撞毁，事故造成他本人、他的领航员以及9名观众死亡。波塔戈侯爵去世时年仅28岁，加上他作为性感象征的地位，在众人中引起了震动，有一些地标以他的名字命名，其中最著名的是哈拉马赛道的“波塔戈弯”。